# ダルマガレイ科
ダルマガレイ科（ダルマカレイか、Bothidae）はカレイ目の科の1つ。全世界の温帯から熱帯海域に生息する。

## 形態
眼は左側にある。尾鰭は主に17軟条で、背鰭・臀鰭とは不連続。腹鰭は6-7軟条で、有眼側の腹鰭は正中線上にあるのに対し、無眼側の腹鰭は有眼側より後方に、正中線より上にずれて起始し、基底が弧を描く。前鰓蓋骨の縁は皮膚に隠されない。側線は眼下に進入しない。肉間骨は5列。
雄において、胸鰭や背鰭・臀鰭の軟条が伸びる、無眼側に黒い模様が現れる、などの性的二型が見られる種がある。

## 分類
20属に約160種が属する。
- Arnoglossus Bleeker, 1862 ナガダルマガレイ属 - 35種
- Asterorhombus Tanaka, 1915 セイテンビラメ属 - 3種
- Bothus Rafinesque, 1810 ホシダルマガレイ属 - 16種
- Chascanopsetta Alcock, 1894 ザラガレイ属 - 8種
- Crossorhombus Regan, 1920 コウベダルマガレイ属 - 5種
- Engyophrys - 2種
- Engyprosopon Günther, 1862 ダルマガレイ属 - 30種
- Grammatobothus ミツメダルマガレイ属 - 3種
- Japonolaeops - ヒナダルマガレイ1種
- Kamoharaia - ワニガレイ1種
- Laeops Günther, 1880 ヤリガレイ属 - 12種
- Lophonectes - 2種
- Monolene - 11種
- Neolaeops - オオクチヤリガレイ1種
- Parabothus スミレガレイ属 - 9種
- Perissias - 1種
- Psettina Hubbs, 1915 イイジマダルマガレイ属 - 10種
- Taeniopsetta Gilbert, 1905 イトヒキガンゾウビラメ属 - 2種
- Tosarhombus ヤツメダルマガレイ属 - 6種
- Trichopsetta - 4種